# Nedelino
Nedelino (en búlgaro: Неделино) es una ciudad de Bulgaria en la provincia de Smolyan.

## Geografía
Se encuentra a una altitud de 496 m s. n. m. a 287 km de la capital nacional, Sofía.

## Demografía
Según estimación 2012 contaba con una población de 4 217 habitantes.
|         | 2004  | 2005  | 2006  | 2007  | 2008  | 2009  | 2010  | 2011  |
| Mujeres | 2 555 | 2 521 | 2 499 | 2 486 | 2 451 | 2 425 | 2 367 | 2 286 |
| Varones | 2 386 | 2 355 | 2 329 | 2 309 | 2 255 | 2 216 | 2 162 | 2 197 |
| Total   | 4 941 | 4 876 | 4 828 | 4 795 | 4 706 | 4 641 | 4 529 | 4483  |